# Boulder River (Yellowstone)
Der Boulder River (ehemals auch Rivers a Cross oder Rivers across oder Rivers-across) ist ein schnell fließender Gebirgsfluss mittlerer Größe im südlichen US-Bundesstaat Montana. 
Der Boulder River entspringt in der Absaroka-Beartooth Wilderness am nördlichen Rand des Yellowstone-Nationalparks. Er strömt in überwiegend nördlicher Richtung durch das Bergland und mündet in der Nähe der Ortschaft Big Timber in den Yellowstone River. Dabei durchfließt er die Verwaltungsbezirke Sweet Grass County und Park County. Der Boulder River hat eine Länge von etwa 100 km. Er entwässert ein Areal von 1360 km². Der mittlere Abfluss nahe der Mündung beträgt 15,8 m³/s. Die höchsten monatlichen Abflüsse treten gewöhnlich im Juni auf.
Ein weiterer Fluss mit dem Namen Boulder River befindet sich im Südwesten des Bundesstaates Montana, dieser mündet in den Jefferson River. 